# Gare de Pont-Saint-Martin
Pour les articles homonymes, voir Gare de Saint-Martin.
La gare de Pont-Saint-Martin (en italien, Stazione di Pont-Saint-Martin) est une gare ferroviaire italienne de la ligne de Chivasso à Aoste, située sur le territoire de la commune de Pont-Saint-Martin, dans la région autonome à statut spécial de la Vallée d'Aoste.

## Histoire
Mise en service en 1885, c'est une gare voyageurs de Rete ferroviaria italiana (RFI) desservie par des trains régionaux Trenitalia.
La gare restera fermée de 2024 à 2026 dans le cadre de l'électrification de la ligne de chemin de fer.

## Situation ferroviaire
Établie à environ 305 mètres d'altitude, la gare de Pont-Saint-Martin est située au point kilométrique (PK) 48,613 de la ligne de Chivasso à Aoste (section à voie unique non électrifiée), entre les gares ouvertes de Borgofranco et de Donnas.
Gare d'évitement, elle dispose d'une deuxième voie pour le croisement des trains.

## Description
Cette gare dispose de deux voies, reliées par un passage souterrain.
Cette gare dispose d'une structure pour le transport de marchandises, aujourd'hui désaffecté. Un entrepôt est présent.
Dans l'édifice voyageurs, la billetterie et la salle d'attente se trouvent au rez-de-chaussée, tandis qu'à l'étage se trouve une habitation privée.
Tous les trains régionaux s'arrêtent dans cette gare.

## Usagers
La gare est utilisée par les étudiants, pour rejoindre les écoles supérieures d'Aoste et les institutions scolaires de Châtillon et de Verrès, par les navetteurs et par les touristes (vers la vallée du Lys).

## Services
- Billetterie (guichet ouvert de 6h35 à 10:43 et de 12h30 à 15h20)
- Billetterie automatique (24h/24h)
- Parking d'échange avec vélos
- Passage souterrain
- Toilettes
- Terminus des services d'autocars publics